# قزل‌آرخ
قزل‌آرخ (به لاتین: Qızılarx) یک منطقه مسکونی در جمهوری آذربایجان است که در شهرستان شکی واقع شده است.